# 烏克蘭希臘禮天主教斯特雷教區
烏克蘭希臘禮天主教斯特雷教區（拉丁語：Eparchia Striensis）是烏克蘭一個東儀天主教教區（烏克蘭希臘禮），屬利沃夫總教區。
教區成立於2000年7月21日，範圍包括利沃夫州東南部。2009年有教友382,000人（佔轄區人口90.5%）、345個堂區、220名司鐸。目前教區主教席位懸空。